# .dm
.dm為多米尼克國家及地區頂級域（ccTLD）的域名。該域名於1991年9月3日啟用。任何人都可以註冊.dm，但使用該域名的網站並不多。該域名由波多黎各大学贊助。

## 外部連結
- IANA .dm whois information（页面存档备份，存于）
- .dm registration website（页面存档备份，存于）